# René Basset
René Basset (1855-1924) fue un filólogo, etnógrafo, orientalista y traductor francés, que estudió la cultura árabe y bereber.

## Biografía
Nacido en 1855, viajó por el norte de África, a mediados de la década de 1880, por ciudades y zonas como Djerba, Tánger, M'Zab o Ouargla. Publicó obras como Contes populaires berbères, Recueil de textes et de documents relatifs à la philologie berbère, Nouveaux contes berbères o Loqmân berbère, entre otras. Miembro correspondiente de la Real Academia de la Historia y de la Academia de las Ciencias de Lisboa, falleció el 4 de enero de 1924.